# 大理柿
大理柿（学名：Diospyros balfouriana）为柿科柿属下的一个种。

## 扩展阅读
- 維基物種上的相關：大理柿